# الحرية والعدالة الاجتماعية

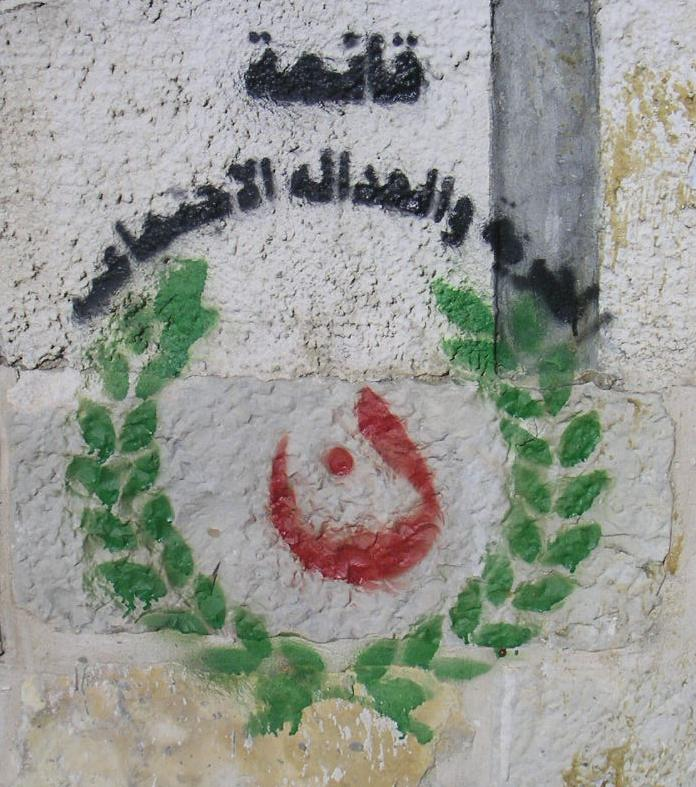
الشعار الانتخابي لقائمة "الحرية والعدالة الاجتماعية" في رام الله

الحرية والعدالة الاجتماعية هي تحالف سياسي سابق تشكل من جبهة النضال الشعبي الفلسطيني وحزب الخضر الفلسطيني وحركة كفى لخوض الانتخابات التشريعية الفلسطينية لعام 2006. كان رئيس القائمة أحمد مجدلاني. بينت تقارير لجنة الانتخابات المركزية أن القائمة صرفت ما مجموعة 237,999 دولارًا أمريكيًا خلال الحملة الانتخابية. حصلت القائمة على 7,127 صوتًا.